# Peperomia colorata
Peperomia colorata är en pepparväxtart som beskrevs av Carl Sigismund Kunth. Peperomia colorata ingår i släktet peperomior, och familjen pepparväxter. Inga underarter finns listade i Catalogue of Life.